# Wolfgang Braune

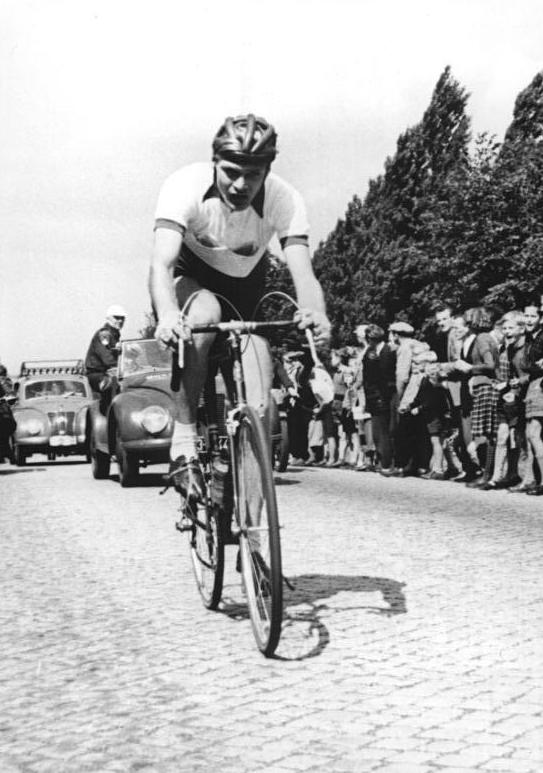
Wolfgang Braune (1956)

Wolfgang Braune (* 2. September 1934 in Halle (Saale)) ist ein ehemaliger deutscher Radsportler, der in der DDR aktiv war. 

## Sportliche Karriere
Braune errang bereits als Schüler in Halle (Saale) eine Reihe von Siegen im Straßenradsport, später ließen seine Erfolge jedoch zunächst nach. Erst mit seinem Wechsel von der Hallenser Betriebssportgemeinschaft (BSG) „Motor Albert Richter“ zum SC DHfK Leipzig gelang es den dortigen Trainern, sein Talent weiterzuentwickeln. Mit seinem Sieg beim Eintagesrennen Quer durch Gera und weiteren Kontrollrennen für die Nationalmannschaft gab Braune 1955 einen überzeugenden Einstand im Männerbereich des DDR-Radsports. 1956 noch Ersatzmann der Nationalmannschaft für das Dreiländer-Etappenrennen Internationale Friedensfahrt, konnte sich Braune 1957 in den Ausscheidungsrennen durchsetzen und gab sein Debüt bei der Friedensfahrt. Sein bestes Ergebnis erzielte er mit Platz drei auf der vierten Etappe, in der Gesamteinzelwertung kam er auf Rang 17, mit dem DDR-Team gewann er die Mannschaftswertung. 1959 gehörte Braune erneut zum Friedensfahrtaufgebot, hatte aber auf der 7. Etappe, dem mit 225 Kilometern längsten Tagesabschnitt, einen empfindlichen Einbruch und kam schließlich in der Endwertung als schlechtester DDR-Fahrer nur auf Platz 26. Siegreich blieb Braune unter anderem 1961 beim Eintagesrennen Berlin–Leipzig und am Ende seiner Karriere beim DDR-Klassiker Rund um die Hainleite.